# Escuela de Odio
Escuela de Odio est un groupe de punk hardcore espagnol, originaire de La Felguera, dans les Asturies.

## Biographie
Le groupe est formé à La Felguera (Llangreu) en 1993, à l'origine comme trio composé de Pirri, Rubén, et Iván. Après quelques performances locales, le groupe publie son premier album en 1998, intitulé El Sueño de los que no duermen. 
En 2000, désormais signé au label Santo Grial Records, Escuela de Odio publie Cuando los mudos griten, los sordos sentirán el miedo. Rubén quitte le groupe cette année, et est remplacé par Michel. Escuela de Odio enregistre un nouvel album en 2004, après quelques années d'activité. Ils jouent ensuite quelques tournées locales et européennes, en 2006, et au Mexique en 2007. 
Le groupe sort un EP avec Habeas Corpus en 2010, un morceau avec Roger Miret (Agnostic Front) et un autre avec Juan (Soziedad Alkoholika). En 2017, ils publient leur nouvel album, El Espiritu de las calles, accompagné d'un clip du morceau Maquinas de producción. Au début de 2018, le groupe publie son DVD Chile Arde!!, dont les performances sont enregistrées à Santiago, au Chili, en 2016. La même année sort le troisième volet de la compilation Punk Rock in Asturiax auquel le groupe participe.

## Idéologie
La majeure partie des paroles du groupe traitent du social et de la politique (antifascisme, antimilitarisme, anti-autoritarisme, anticapitalisme ou asturianisme). La réalité sociale des Asturies (chômages, manifestations sociales, émeutes, pauvreté, désindustrialisation, ...) est un thème récurrent. Le groupe chante en espagnol et asturien.

## Discographie
- 1995 : La Escuela del Odio (démo)
- 1996 : La Razón del Pensamiento (démo)
- 1998 : El Sueño de los que no duermen
- 2000 : Cuando los mudos griten, los sordos sentirán el miedo
- 2004 : De la esclavitud a las cenizas
- 2008 : Quien siembra miseria, recoge la cólera
- 2009 : Que nada nos pare (live)
- 2010 : A Dolor (split avec Habeas Corpus)
- 2012 : Una democracia manchada de sangre
- 2015 : Solo nos queda luchar
- 2017 : El Espiritu de las calles
- 2018 : Chile Arde!! (live à Santiago du Chili, 2016)